# Asediul Petropavlovskului

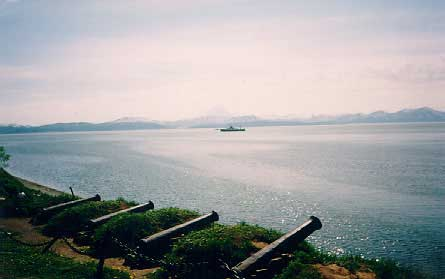
Tunurile folosite la apărarea Petropavlovskului în 1854.

Asediul Petropavlovskului a fost cea mai importantă operațiune militară de pe teatrul de luptă al Oceanului Pacific din timpul războiului Crimeii. .
Asediul a început pe 18 august 1854, când o escadrilă anglo-franceză de trei fregate, o corvetă, un bric și un vapor a ancorat în Golful Avacia. Flota aliată, comandată de amiralii David Price și Fevrier de Point, avea 218 tunuri navale în total, comparativ cu cele numai 67 ale apărătorilor celui mai important oraș din Kamciatka. 
Două zile mai târziu, aliații au debarcat 600 de oameni la sud de oraș, care, după lupte grele cu 230 de oameni ai garnizoanei rusești, au fost obligați să se retragă. Pe 24 august, aliații au debarcat 970 de oameni la vest de oraș, dar și aceștia au fost respinși de 360 de ruși. După alte trei ziler, escadrila a primit ordin să părăsească apele teritoriale rusești. Pierderile apărătorilor au fost estimate la 100 de militari. Aliații au pierdut aproximativ 500 de oameni. 
În aprilie 1855, guvernatorul Siberiei Răsăritene, Nicolai Muraviov, temându-se că are prea puțini oameni și arme insuficiente, a ordonat evacuarea garnizoanei Petropavlovskului.